# Liste der Baudenkmale in Hillerse
In der Liste der Baudenkmale in Hillerse sind alle Baudenkmale der niedersächsischen Gemeinde Hillerse aufgelistet. Die Quelle der  Baudenkmale ist der Denkmalatlas Niedersachsen. Der Stand der Liste ist der 13. Januar 2023.

## Allgemein
In den Spalten befinden sich folgende Informationen:
- Lage: die Adresse des Baudenkmales und die geographischen Koordinaten. Kartenansicht, um Koordinaten zu setzen. In der Kartenansicht sind Baudenkmale ohne Koordinaten mit einem roten Marker dargestellt und können in der Karte gesetzt werden. Baudenkmale ohne Bild sind mit einem blauen Marker gekennzeichnet, Baudenkmale mit Bild mit einem grünen Marker.
- Bezeichnung: Bezeichnung des Baudenkmales
- Beschreibung: die Beschreibung des Baudenkmales. Unter § 3 Abs. 2 NDSchG werden Einzeldenkmale und unter § 3 Abs. 3 NDSchG Gruppen baulicher Anlagen und deren Bestandteile ausgewiesen.
- ID: die Objekt-ID des Baudenkmales
- Bild: ein Bild des Baudenkmales, ggf. zusätzlich mit einem Link zu weiteren Fotos des Baudenkmals im Medienarchiv Wikimedia Commons. Wenn man auf das Kamerasymbol klickt, können Fotos zu Baudenkmalen aus dieser Liste hochgeladen werden:

## Hillerse

### Einzelbaudenkmale
| Lage                                        | Bezeichnung               | Beschreibung | ID       | Bild |
| ------------------------------------------- | ------------------------- | --- | -------- | ---- |
| 52° 24′ 45″ N, 10° 24′ 5″ O                 | St.-Viti-Kirche           | Kleiner rechteckiger Saalbau in Bruchsteinmauerwerk mit Eckquaderung unter Satteldach. An den Längsseiten große spitzbogige Sprossenfenster und eine flachbogige Tür nach Süden. Im Westen eingeschossiger Putzbau unter Satteldach, im Nordosten Sakristeianbau und Glockenturm. | 33930099 |      |
| Hauptstraße 34 52° 24′ 45″ N, 10° 24′ 12″ O | Scheune                   | Zum Eichenkamp traufständige eingeschossige Fachwerkscheune mit außermittiger Längsdurchfahrt, auf niedrigem Sandsteinsockel unter Halbwalmdach. | 33930148 | BW   |
| Im Winkel 2 52° 24′ 35″ N, 10° 24′ 8″ O     | Wohn-/ Wirtschaftsgebäude | Musterhofanlage mit einem Wohn-Stall-Haus. Langgestreckter unverputzter Ziegelbau. Zweigeschossiges Wohnhaus unter Satteldach mit Wohnräumen, zur Südseite ausgerichtet, Küche mit Sichtkontakt zum Hof. Angrenzendes Stallscheunenhaus mit hohen Drempel unter Satteldach, bestehend aus einem ebenfalls zweigeschossigen kombinierten Wohn-/Wirtschaftstrakt sowie dem Stallteil mit Tenne als Quereinfahrt und nördlichen Kuh- und südlichen Kälberstall. Im zDrempelgeschoss über den Ställen wurde mit massiver Decke ein Rauhfutterboden angelegt. | 33930198 | BW   |

## Volkse
| Lage                                          | Bezeichnung | Beschreibung | ID       | Bild |
| --------------------------------------------- | ----------- | --- | -------- | ---- |
| Seershäuser Weg 7 52° 26′ 0″ N, 10° 22′ 35″ O | Wohnhaus    | | 33930273 | BW   |
| Okerstraße 1 52° 26′ 2″ N, 10° 22′ 42″ O      | Taubenturm  | Freistehender zweigeschossiger Bau auf quadratischem Grundriss unter einem Kreuzdach mit einem darauf erbauten steilen schiefergedeckten Zeltdach. Im EG verputzter Massivbau aus Stahlbeton, Putzfelder mit Stippputz, OG in Fachwerk. | 33930248 | BW   |